# اسیر ریتم
اسیر ریتم (به انگلیسی: Slave to the Rhythm) نام آهنگی از مایکل جکسون هنرمند بزرگ امریکایی است. این آهنگ پنجمین ترانهٔ اکسکیپ «دومین آلبوم بعد از مرگ مایکل جکسون» می‌باشد.

## پیش‌زمینه و درز آهنگ
این ترانه اولین بار در سال ۱۹۹۰ برای آلبوم خطرناک نوشته شد، اما در آن آلبوم قرار نگرفت. در سال ۲۰۱۰ ریمیکس این آهنگ توسط تریکی استوارت درز کرد، اما این ریمیکس هم هیچگاه به طور رسمی پخش نشد. در سال ۲۰۱۳ یک ریمیکس دیگر این آهنگ با صدای مایکل و خوانندهٔ کانادایی جاستین بیبر درز کرد. اما به دلیل اعتراض انتشارات موسیقی سونی/ای‌تی‌وی مایکل، این آهنگ از روی تمام سایت‌هایی که ممکن بود از جمله یوتیوب برداشته شد.

## انتشار
در فبریه ۲۰۱۴ تصمیم به انتشار این آهنگ به عنوان یکی از ترانه‌های آلبومی گرفته شد و ضبط جدید و ارجینال این ترانه در نسخهٔ دلوکس اکسکیپ منتشر شد.

## جدول‌ها
| جدول موسیقی (۲۰۱۴)              | رتبه |
| ------------------------------- | ---- |
| جدول ۱۰۰ آهنگ داغ کانادا        | ۹۱   |
| سندیکای ملی انتشارات صوتی‌تصویری | ۱۳۴  |
| جدول ۱۰۰ آهنگ برتر هلند         | ۴۸   |
| گائون چارت                      | ۴    |
| ۱۰۰ آهنگ داغ بیلبورد            | ۴۵   |
| بیلبورد( آراندبی/هیپ‌هاپ)        | ۱۲   |
| جدول تک‌آهنگ‌های بریتانیا         | ۹۸   |